# Luis Ramos
Luis Eduardo Ramos (Montevideo, 9 de outubro de 1939) é um ex-futebolista uruguaio que atuava como defensor.

## Carreira
Luis Ramos fez parte do elenco da Seleção Uruguaia de Futebol, na Copa do Mundo de  1966. 